# Dunajivecký rajón
Dunajivecký rajón (ukrajinsky Дунаєвецький район) byl rajón v Chmelnycké oblasti na Ukrajině. Hlavním městem bylo Dunajivci a rajón měl přibližně 60 tisíc obyvatel. 

## Sídla v rajónu
- Dunajivci
- Dunajivci - sídlo městského typu
- Smotryč